# Litoria nannotis
La rana de las cascadadas australiana o rana arborícola de torrentes (Litoria nannotis) es una especie de anfibio anuro del género Litoria, familia Hylidae. 

## Distribución geográfica
Es originaria de Australia.
La rana adulta macho mide 3.2 a 5.2 cm de largo y la hembra 4.8 a 5.9 cm de largo.  Esta rana vive en arroyos con agua rápida en bosques. La rana adulta es de color gris o oliva en la espalda con un patrón moteado. Tiene un vientre blanco.  La hembra puede poner huevos en cualquier época del año.  Ella pone sus huevos debajo de las rocas. Los renacuajos tienen colas fuertes para nadar y bocas debajo de sus cuerpos para que puedan agarrarse a las rocas.  A diferencia de otras ranas, no solo pone sus huevos en el arroyo. Pasa la mayor parte del tiempo allí. La rana se esconde dentro o cerca del arroyo durante el día y busca comida por la noche. Rara vez viaja a más de 35 metros del agua.
Esta rana come casi cualquier invertebrado que puede poner en su boca.  Come moscas, anisópteros, coleópteros, hemípteros, acais, himenópteros, larva de insectos, y diplópodos.
Esta rana está en peligro de extinción, pero los científicos no están seguros de por qué. Los científicos han examinado los pesticidas y la pérdida de hábitat y no creen que sea por eso. Es posible que los jabalíes pongan en peligro a la rana cuando atraviesan sus arroyos. También es posible que la enfermedad micótica quitridiomicosis esté matando a estas ranas.